# 岸田商会
株式会社岸田商会（きしだしょうかい）は、日本の全酒類卸売・食品製造会社である。

## 概要
1923年に創立された、山口県萩市に本社を置く、だいだい・ゆず・すだちなどの柑橘類の加工製品（ポン酢や清涼飲料水）を中心とした製造販売を行う企業。酒類の卸売業も行っている。
岸田商会のポン酢は外食産業向けであり、主にプロの料理人向けの商品を製造している。
料理店や外食店等が主力の業務用であるため、一般的なスーパーでは販売されていない。
日本全国に6ヶ所の支店を展開しており、自社製品の海外市場への輸出も行っている。
国際的な食品安全性基準の追求を目指す方針を掲げ、より国際的な食品需要に対応するため、2021年5月に、食品安全管理を実施するための国際規格「FSSC22000食品安全マネジメントシステム」の認証を本社工場において取得している。
2015年5月に、新たに菓子製造販売部門として、「うきしま工房」をオープン。
関連会社として、地ビール（チョンマゲビール）やリキュールの醸造・販売を行っている「山口萩ビール株式会社」、農産物の生産販売を行っている「株式会社アグリネット萩」がある。

## 主な販売先
- 日本全国（食品問屋・小売店・各飲食店、通信販売）
- アメリカ、カナダ、フランス、ノルウェー、イタリア、スイス、UAE他

## 関連会社
- 山口萩ビール㈱
- 山口萩ビール製造場
- ㈱アグリネット萩

## 沿革
- 1923年4月 萩市にて大中正義が、屋号岸田商会として食品・雑貨品等の販売開始
- 1938年4月 酒類小売業開始
- 1954年4月 ビール卸売業開始
- 1967年8月 小倉出張所開設
- 1971年10月 全酒類卸売業開設
- 1977年5月 ㈲岸田商会改組 資本金1000万
- 1983年4月 代表取締役 大中 勇 就任
- 1985年4月 資本金1500万に増資
- 1989年3月 福岡支店開設
- 1990年8月 ㈱岸田商会改組
- 1990年8月 東京出張所開設
- 1992年1月 資本金2000万に増資
- 1992年]月 本社新社屋完成
- 1995年4月 東京西の京ビル完成 東京支店移転
- 1995年11月 コンビニ「リックきしだ」オープン
- 1996年1月 大阪支店開設
- 1996年10月 山口萩ビール㈱開業 資本金5000万
- 1999年8月 名古屋営業所開設
- 2000年11月 北陸出張所開設
- 2001年4月 名古屋支店移転開設
- 2001年5月 仙台支店開設
- 2002年3月 札幌出張所開設
- 2005年2月 名古屋支店ビル完成 名古屋支店移転
- 2005年5月 資本金5000万に増資
- 2006年3月 資本金9000万に増資
- 2006年7月 東京南青山コアパレス完成 東京支店移転
- 2006年8月 「日本料理 花・味兆」 オープン
- 2011年1月 広島出張所開設
- 2011年5月 仙台支店閉鎖(東日本大震災)
- 2012年3月 仙台出張所開設
- 2013年]月 福岡支店 移転（博多駅前）
- 2014年2月 北陸出張所閉鎖
- 2015年1月 コンビニ「リックきしだ」閉店
- 2015年4月 代表取締役 大中 隆義 就任
- 2015年5月 「うきしま工房」 オープン
- 2020年3月 仙台出張所閉鎖 新たに仙台支店開設
- 2021年5月 FSSC22000食品安全マネジメントシステム認証取得
- 2022年8月 炭火焼肉屋さかい 開店（フランチャイズ）